# Elisabeth Alida Haanen

Elisabeth Alida Haanen

Elisabeth Alida Haanen (* 7. August 1809 in Utrecht; † 8. Juni 1845 in Amsterdam) war eine niederländische Genremalerin.

## Leben
Elisabeth Alida Haanen war eine Tochter des Kunsthändlers, Restaurators und Genremalers Casparis Haanen (1778–1849) und der Isabella Johanna Sangster (1777–1846). Sie wuchs als zweites Kind und die älteste Tochter der Familie von vier Mädchen und zwei Jungen auf. Ihre Geschwister, die auch in die Kunstgeschichte eingingen, waren die Blumen- und Stilllebenmalerin Adriana Johanna Haanen, der Landschaftsmaler George Gillis Haanen und der Landschaftsmaler Remigius Adrianus Haanen. 
Am 20. April 1837 heiratete sie den Maler Petrus Kiers (1807–1875) in Utrecht. Von Anfang der 1830er Jahre lebte die Familie in Amsterdam. Ihr Bruder George Gillis Haanen war ihr Lehrer. Elisabeth Alida Haanen hatte zwei Kinder, einen Sohn, den Landschaftsmaler George Lourens Kiers (1838–1916), und eine Tochter, die Blumen- und Stilllebenmalerin Catharina Isabella Kiers (1839–1930).
Haanen malte Genrestücke, meist im Stil der Meister des siebzehnten Jahrhunderts, wie Gerard Dou und Gabriël Metsu. Ihre Gemälde wurden zwischen 1832 und 1844 auf Ausstellungen in Amsterdam und Den Haag gezeigt. 1838 wurde sie zum Ehrenmitglied der Koninklijke Academie van Beeldende Kunsten in Amsterdam ernannt. Der Auktionskatalog des verstorbenen von Dr. Jan Bleuland im Jahr 1839 zeigt, dass Haanen in ihm einen Mäzen gefunden hatte. Sie starb am 8. Juni 1845 in Amsterdam.
Einige ihrer Gemälde befinden sich im Teylers Museum, im Amsterdam Museum, im Rijksmuseum und im Instituut Collectie Nederland.

## Werke (Auswahl)

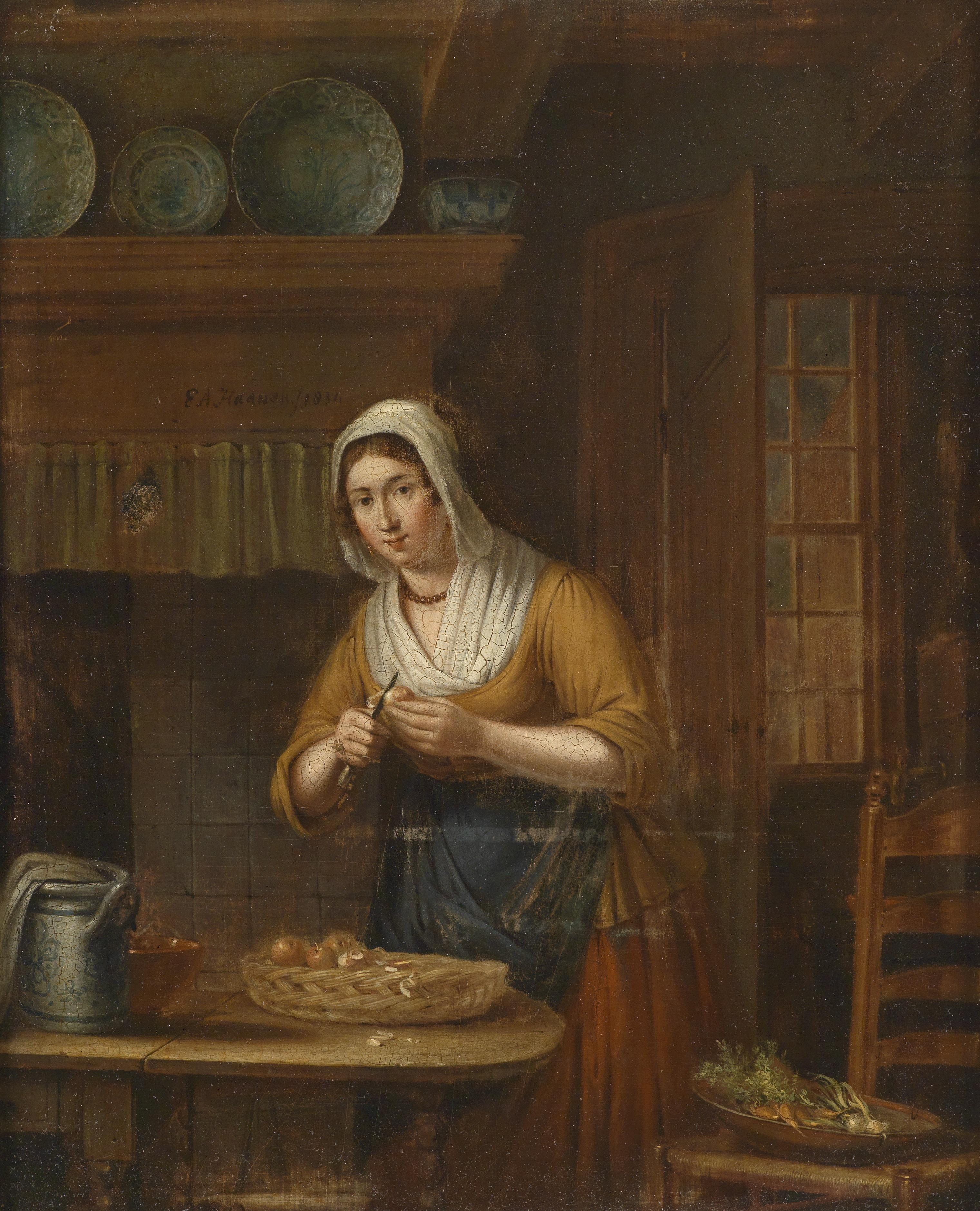
Beim Äpfelschälen in der Küche (Öl auf Holz, 1834)
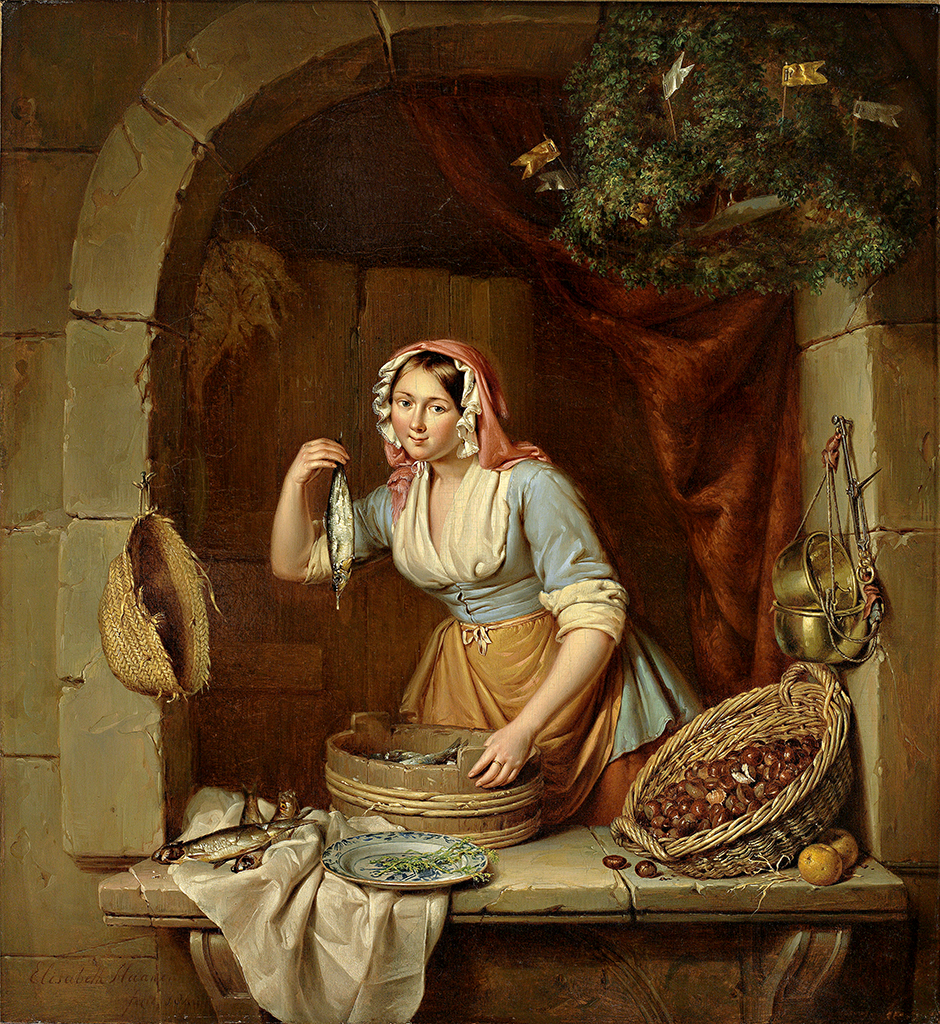
Junge Marktfrau verkauft Heringe und Maronen. (Öl auf Leinwand, 1840)
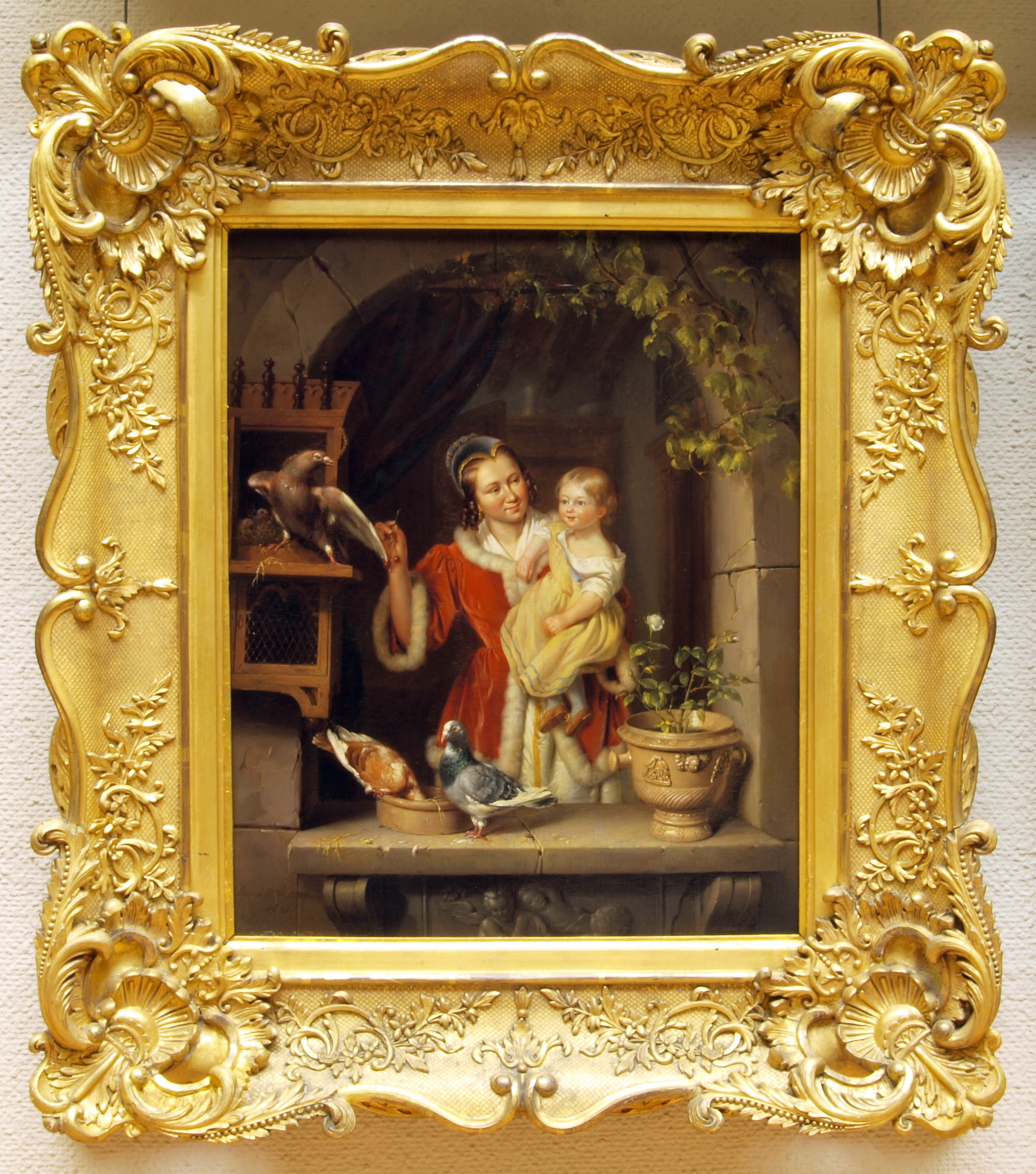
Die Tauben (Öl auf Leinwand, 1841)

- Elisabeth Alida Haanens Werke im Rijksmuseum, Amsterdam
- Elisabeth Alida Haanens Werke im Teyler Museum